# Front d'Alliberament Nacional Gurkha

bandera del Front d'alliberament nacional gurkha

El Front d'Alliberament Nacional Gurkha és un partit polític de l'Índia que pretén representar a la nació gurkha.
Es va crear vers el 1970, presidit per Subhas Ghising.
La bandera del partit i de l'"estat de Gurkhaland" que proposava va ser creada per Subhas Ghising i va aparèixer en públic el 12 de maig de 1986 a Darjeeling en una manifestació per l'autonomia. La bandera és verda amb quatre barres grogues horitzontals, i tres estels i té un punyal khukri típic dels gurkhes. Les bandes signifiquen les llibertat, igualtat, fraternitat i l'oportunitat; els tres estels simbolitzen la unitat, la fe i el destí.